# Ina Benita

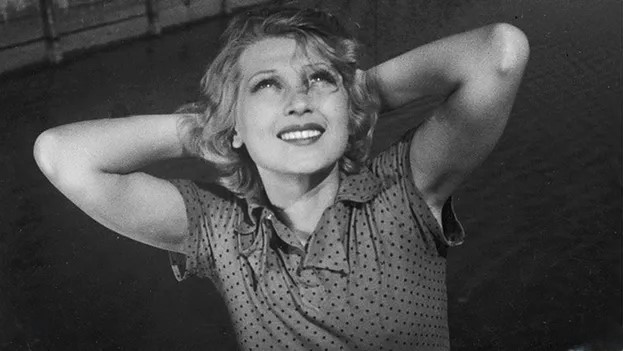
Ina Benita um 1935

Ina Benita (eigentlich Inna [oder Janina] Benita Florow-Bułhak; * 1. März 1912 in Kiew, Russisches Kaiserreich; † 9. September 1984 in Mechanicsburg, Vereinigte Staaten) war eine polnische Schauspielerin, die auch als erste Femme Fatale des polnischen Kinos in der Zwischenkriegszeit bezeichnet wurde. Erst in den 2010er Jahren wurde allgemein bekannt, dass sie den Zweiten Weltkrieg überlebt hatte und 1984 gestorben war.

## Leben
Ina Benita stammte aus einer russischsprachigen, orthodoxen Familie, ihr Vater war Mikołaj (Nikolai) Aleksandrowicz Florow-Bułhak (1875–1944), ein Justizbeamter, und ihre Mutter hieß Helena geb. Jeszczenko (1880–1920). Im Frühjahr 1920, als die Polnische Armee kurzfristig Kiew eroberte, nutzten sie die Gelegenheit und flohen mit ihrer Tochter aus der Sowjetunion nach Warschau, da das Leben in Kiew für sie nach der Oktoberrevolution „zur Hölle geworden“ sei. Ina besuchte dort die Grundschule und lernte Polnisch sehr schnell und so gut, dass niemand merkte, dass es nicht ihre Muttersprache war. Der Vater, dem eine gute Bildung der Tochter wichtig war, schickte sie auf das Sacré-Cœur-Gymnasium in Paris, wo sie vier Jahre, zwischen 1924 und 1929, lernte. Nach ihrer Rückkehr nach Warschau absolvierte sie Gesangs- und Schauspielkurse von Helena Józefa Hryniewiecka. Sie debütierte am 29. August 1931 im Teatr Nowy Ananas und spielte kurz in verschiedenen Theatern und Kabaretts, anschließend widmete sie sich hauptsächlich ihrer Filmkarriere.

### Aufstieg zum Filmstar in der Zwischenkriegszeit
Ina Benita hatte 1932 ihr Leinwanddebüt in dem Film Puszcza und war bis zu Beginn des Zweiten Weltkriegs Ende der 1930er Jahre noch in etwa 15 weiteren Filmen zu sehen. Ihre Filmkarriere verlief sehr erfolgreich, so spielte sie in Filmen von Mieczyslaw Krawicz, Michał Waszyński und Henryk Szaro, in Dwie Joasie spielte sie an der Seite von Jadwiga Smosarska, in weiteren Filmen an der Seite von Eugeniusz Bodo. Sie verkörperte in den Filmen meist verführerische Vamp- und Femme-fatale-Rollen, was ihr eine gewisse Verehrung beim Publikum einbrachte.
1931 hatte sie den russischen Filmschaffenden und Schriftsteller Georgi Teslawski geheiratet, von dem sie sich 1933 scheiden ließ. Ihren Künstlernamen Ina Benita legte sie sich zu, um ihre Karriere mit einem verführerischen Image voranzubringen. Es gibt unterschiedliche Theorien über die Herkunft des Namens: So könnte er von einem Rum-Bananen-Cocktail inspiriert worden sein, vom spanischen Wort „bonita“ (übersetzt „schön“) oder der zunehmenden Popularität Benito Mussolinis.

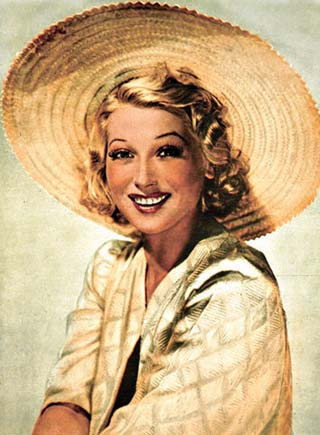
Die Schauspielerin im polnischen Magazin Kino von 1939

Ab 1937 war sie in verschiedenen Warschauer Revuetheatern tätig, unter anderem im Malicka-Theater und im „Ali Baba“. 1938 heiratete sie ihren zweiten Ehemann, Stanislaw Lipiński. 1939 war sie wegen ihrer Hauptrolle in Czarne Diamenty (eine ihrer letzten Filmrollen) zur ersten Ausgabe des Filmfestivals von Cannes eingeladen. Das Filmfestival wurde aufgrund des Ausbruchs des Zweiten Weltkriegs jedoch abgesagt, und auch Benitas Leben änderte sich deutlich. In der Zeit des Zweiten Weltkriegs trat sie in verschiedenen offenen, das heißt von den Deutschen geführten Theatern in Warschau auf („Komedia“, „Niebieski Motyl“ und „Miniatury“). Sie wollte wohl ihre erfolgreiche Filmkarriere fortsetzen, was als Kollaboration mit dem Feind gedeutet wurde. Eine Affäre mit einem österreichischen Wehrmachtsoffizier, Otto Haver, mit dem sie von 1943 bis 1944 kurze Zeit in Wien lebte, brachte sie nach einer Beschuldigung wegen „Rassenschande“ (als Polin galt sie Nationalsozialisten als „Untermensch“ und durfte daher mit keinem „Herrenmenschen“ zusammenleben) ins Pawiak-Gefängnis und ihren Geliebten an die Ostfront. In Gefangenschaft bekam sie ihren Sohn Tadeusz. Am Tag vor dem Warschauer Aufstand wurde sie aus der Haft entlassen, sie überlebte in den ersten Wochen des Aufstands in der Altstadt und gelangte Ende August durch das Kanalisationssystem bis nach Śródmieście. Hier verlor sich die Spur der Schauspielerin. Es gab zeitgenössische Berichte, nach denen sie dem Wahnsinn verfallen sei und den Krieg nicht überlebt habe.

### Leben in der Anonymität nach dem Kriegsende
Mehrere Jahrzehnte lang wurde in der Öffentlichkeit angenommen, dass Ina Benita in den Wirren des Warschauer Aufstands gemeinsam mit ihrem Sohn auf dem Weg nach oder in Śródmieście gestorben sei. Erst im Jahr 2018 publizierte Nachforschungen des Journalisten Marek Teler bei Familienmitgliedern ergaben, dass die Schauspielerin und ihr Sohn den Krieg überlebt hatten. Teler arbeitete zu dieser Zeit an einem Artikel über die Opfer des Warschauer Aufstands.
In den Vereinigten Staaten ging vor allem ihr Enkel Greg, ein Sohn von Tadeusz, in den 1990er Jahren der Herkunft seiner 1984 verstorbenen Großmutter Ina Scudder nach. Davon, dass seine Großmutter einst ein gefeierter Filmstar war, hatte er keine Ahnung; erste Internetrecherchen halfen nicht weiter. Erst Ende 2017 und Anfang 2018 erfuhren die Enkel Greg und Alexandria in einer weiteren Internetrecherche mit dem Geburtsnamen ihrer Großmutter (Florow-Bułhak) von ihrem Vorkriegsleben und dass man davon ausging, sie sei gestorben. Marek Teler wurde auf einer Internetseite auf einen von Greg hinterlassenen Kommentar – dass er Ina Benitas Enkel sei und sie den Krieg überlebt habe – aufmerksam. Die Betreiber der Webseite stuften den Kommentar aber als Fake ein und gaben keine Informationen über den Verfasser heraus. Im Oktober 2018 gab der slowenische Politiker Ingo Pasch (1941–2021) in einem weiteren Kommentar an, dass Ina Benita die zweite Frau seines Vaters gewesen sei. Teler nahm Kontakt auf, und Pasch konnte mit Fotos und Dokumenten die Korrektheit seiner Aussagen belegen.
Die anschließenden Nachforschungen erbrachten folgende Erkenntnisse zu Ina Benitas Leben kurz vor und nach Ende des Zweiten Weltkriegs:
1943 kam der Deutsche Hans Georg Willi Pasch (1909–1945), ein Gegner des Hitler-Regimes, nach Warschau und verliebte sich in die junge Schauspielerin Ina Benita. Es ist den Recherchen nach sehr wahrscheinlich, dass Hans Pasch Tadeuszs Vater war und nicht Otto Haver. Auch legen die Nachforschungen nahe, dass Benita die Widerstandsbewegung um Roman Niewiarowicz unterstützte und ihre Arbeit in den von Deutschen geführten Theatern nutzte, um an Informationen zu gelangen. Benita lebte während des ersten Monats des Warschauer Aufstands bei ihrem Vater, der allerdings bei einer Bombardierung des Hauses getötet wurde, wohingegen Tadeusz, versteckt unter einer Badewanne, knapp überlebte. Ein Dokument bestätigte ihr Überleben und dass sie sich im April 1945 in Hohegeiß aufhielt. Sie fand Ende des Kriegs wieder mit Hans Pasch zusammen, heiratete ihn im Juni 1945 und zog mit ihm und Tadeusz nach Rhumspringe. Im Juli 1945 gebar Ina eine Tochter, die aber wenige Tage nach der Geburt verstarb.
Im November 1945 wurde ihr Ehemann ermordet, aber seine Leiche war zunächst nicht auffindbar. Ina Benita setzte sich für die Aufklärung der Tat (im Februar 1946 wurde seine Leiche gefunden) und für die Bestrafung der Täter ein. Nachdem sie das erreicht hatte, wanderte sie mit Tadeusz an die Côte d’Azur aus, trat dort in kleinen Lokalen in Nizza und Cannes als Sängerin und Tänzerin auf. Sie traf dort den Amerikaner Lloyd Scudder (1917–1964), der bei der United States Air Force arbeitete. 1950 bekamen sie einen Sohn namens John, im April 1954 heiratete das Paar in Casablanca. 1960 verließen sie mit den beiden Kindern Frankreich und gingen in die Vereinigten Staaten, wo sie zunächst in Albuquerque und Dayton wohnten, ab 1962 dann in Middletown in Pennsylvania. 1964 starb Lloyd Scudder an Krebs. Ina Benita nahm eine Anstellung als Hausmädchen in einem Hotel an. Ihre letzten Lebensjahre verbrachte sie mit Ausflügen mit ihren Enkeln Greg und Brian und der Malerei, zuletzt lebte sie in einem Pflegeheim in Camp Hill. Im September 1984 starb Benita, die viele Jahre lang geraucht hatte, an Lungenkrebs. Sie wurde auf dem Friedhof von Middletown beigesetzt.

## Beweggründe für das Leben in der Anonymität
Das Leben in völliger Anonymität nach Kriegsende scheint Telers Nachforschungen zufolge dadurch motiviert, dass Benita negative Folgen für sich und ihren Sohn befürchtete: So verfolgten die Kommunisten Schauspieler, die in den von Deutschland kontrollierten Theatern spielten, weil sie das als Kollaboration mit dem Feind betrachteten. Auch war ihre Affäre mit einem österreichischen Wehrmachtsoffizier in Künstlerkreisen bekannt. Nach der Ermordung ihres Mannes 1945 in Deutschland sah Benita offenbar keine Zukunft mehr für sich dort oder in Polen, sodass sie im Ausland Schutz suchte. Die Familienmitglieder berichteten rückblickend, dass Ina Benita misstrauisch war und Verfolgung fürchtete. Ihre einstige Karriere hielt sie deshalb vor ihrer Familie geheim, die von Ina Benitas Vorkriegsleben erst über 30 Jahre nach ihrem Tod erfuhr.

## Filmografie
- 1932: Puszcza
- 1933: Jego ekscelencja subiekt
- 1933: Przybłęda
- 1933: Maryjka
- 1934: Hanka
- 1935: Jaśnie pan szofer
- 1935: Dwie Joasie
- 1936: Miłość wszystko zwycięża
- 1937: Trójka hultajska
- 1938: Ludzie Wisły
- 1938: Gehenna
- 1938: Serce matki
- 1938: Moi rodzice rozwodzą się
- 1939: O czym się nie mówi ...
- 1939: Doktór Murek
- 1939: Sportowiec mimo woli (Premiere 1940)
- 1939: Ja tu rządzę (Premiere 1941)
- 1939: Czarne diamenty (Premiere 1946)

## Dokumentarfilm
- 2022: Ina Benita. Dwa zycia[15]